# Wendy Hall
Wendy Hall (Londra, 25 ottobre 1952) è un'informatica britannica, docente di informatica presso l'Università di Southampton.
È membro dell'organo consultivo dell'ONU sull'intelligenza artificiale.

## Biografia
Wendy Hall è nata a ovest di Londra e ha studiato all'Ealing Grammar School for Girls. Ha studiato matematica presso l'Università di Southampton. Si è laureata nel 1974 e ha conseguito il dottorato in filosofia nel 1977. La sua tesi di dottorato si intitolava Automorfismi e rivestimenti delle superfici di Klein. Successivamente ha completato un master in informatica presso la City University di Londra.

## Carriera
La Hall è tornata all'Università di Southampton nel 1984 per unirsi al gruppo di informatica recentemente formatosi, lavorando nel settore multimediale e ipermediale. Il suo team ha inventato il sistema hypermedia Microcosm (prima che esistesse il World Wide Web), che fu commercializzato come società start-up di nome Multicosm Ltd.
La Hall è stata nominata prima docente donna di ingegneria dell'Università nel 1994. Dal 2002 al 2007 è stata a capo della School of Electronics and Computer Science.
Nel 2006, la Hall è diventata direttrice fondatrice della Web Science Research Initiative (ora chiamata Web Science Trust), insieme a Tim Berners-Lee, Nigel Shadbolt e Daniel Weitzner, al fine di promuovere la disciplina della web science e favorire la collaborazione nella ricerca tra l'Università di Southampton e il MIT.
La Hall è stata presidente della British Computer Society dal 2003 al 2004 e dell'Association for Computing Machinery dal 2008 al 2010. Dal 2014 è Commissaria della Commissione globale per la governance di Internet.
Nel 2017 la Hall è stata nominata professore regio di informatica presso l'Università di Southampton.

## Riconoscimenti
La Hall ha conseguito diverse lauree honoris causa dall'Oxford Brookes University, dall'Università di Glamorgan, dall'Università di Cardiff e dall'Università di Pretoria.
Nel 2000 è stata eletta membro della Royal Academy of Engineering (FREng).  È presidente della British Computer Society (FBCS) e membro dell'Institution of Engineering and Technology (FIET). Nel 2002 è stata nominata membro del City and Guilds (FCGI). La Hall è stata eletta membro della Royal Society (FRS) nel 2009.
 

La sua nomination per la Royal Society recita: 
 Nel 2006 è stata vincitrice del premio ABIE per la leadership tecnica dell'Anita Borg Institute .
Nel 2010 è stata nominata membro dell'ACM "per contributi al web semantico e web science e per il servizio ad ACM e alla comunità informatica internazionale". Nel 2016 ha ricevuto la Cattedra Kluge in Tecnologia e società presso la Biblioteca del Congresso. È membro dell'Advisory Council per la Campagna per la Scienza e l'Ingegneria, e membro dell'Academia Europæa .
È stata una delle 30 donne identificate nella campagna BCS Women in IT nel 2014 ed è stata descritta nell'e-book di queste 30 donne intitolato "Women in IT: Inspiring the next generation" prodotto dalla BCS.
Nel febbraio 2013 è stata valutata come una delle 100 donne più potenti del Regno Unito da Woman's Hour su BBC Radio 4 . Nel programma radiofonico Desert Island Discs nel 2014, sullo stesso canale radio, ha scelto Wikipedia come il libro che le piacerebbe di più se abbandonata su un'isola deserta.

## Vita privata
Wendy Hall è sposata con il dottor Peter Chandler, un fisico del plasma.